# Parisina (Mascagni)
Parisina es una tragedia lírica u ópera en cuatro actos con música de Pietro Mascagni y libreto en italiano de Gabriele D'Annunzio, basado en el poema homónimo de Byron (1816). Se estrenó en el Teatro alla Scala de Milán el 15 de diciembre de 1913.

## Personajes
| Personaje                | Tesitura     | Reparto del estreno, 15 de diciembre de 1913 (Director: - ) |
| ------------------------ | ------------ | ----------------------------------------------------------- |
| Parisina Malatesta       | soprano      | Tina Poli-Randacio                                          |
| Ugo d'Este               | tenor        | Hipólito Lázaro                                             |
| Stella dell'Assassino    | mezzosoprano | Luisa Garibaldi                                             |
| Nicolò d'Este            | barítono     | Carlo Galeffi                                               |
| Aldobrandino de' Rangoni | bajo         | Italo Picchi                                                |
| La Verde                 | mezzosoprano | Giuseppina Bertazzoli                                       |